# Abecedni popis agnotozoa: C

## Ci

### CiliocinctaKozloff, 1965
- Ciliocincta akkeshiensis Tajika, 1979
- Ciliocincta julini (Caullery & Mesnil, 1899)
- Ciliocincta sabellariae Kozloff, 1965

Agnotozoa → Orthonectida → Rhopaluridae

## Co

### Conocyemavan Beneden, 1882
- Conocyema deca McConnaughey, 1957
- Conocyema polymorpha Van Beneden, 1882

Agnotozoa → Dicyemida → Rhombozoa → Conocyemidae

### PorodicaConocyemidaeStunkard, 1937
1. Conocyema van Beneden, 1882
2. Microcyema van Beneden, 1882

Agnotozoa → Dicyemida → Rhombozoa